# Тихачек, Иосиф
Иосиф Тихачек (чеш. Josef Tichatschek; 1807—1886) — немецкий оперный певец (тенор) чешского происхождения.

## Биография
Родился 11 июля 1807 года в Теплице-над-Метуйи (Чехия) в семье бедного ткача.
В 1827 году отправился в Вену с намерением обучаться медицине, но в 1830 году поступил хористом в Кернтнертортеатр и стал брать уроки у Джузеппе Чичимарры (1790—1836). В 1833 году начал исполнять небольшие вокальные партии и уже в 1834 году был приглашён в качестве первого тенора в Грац. В 1837 году, после очень успешного гастрольного выступления в Дрездене, был приглашён в Дрезденскую оперу и, одновременно, стал петь в хоре дрезденской католической придворной церкви. Выступал на сценах ряда европейских столиц (Берлина, Лондона, Москвы, Стокгольма, Вроцлава и др.). Свою певческую карьеру он закончил в 1870 году.
Тихачек исполнил главные партии в мировых премьерах опер Вагнера «Риенци» (1842) и «Тангейзер» (1845). Репертуар его охватывал наряду с первыми партиями героического тенора также целый ряд партий лирического и драматического тенора.
Опера Риенци
Роль Колы ди Риенцо в «Риенци»
Заглавная роль Риенци была написана для Тихачека и идеально подходила его мощному и драматическому голосу. Он выучил эту партию, исполняя ее с листа по партитуре во время репетиций, а не занимаясь домашним обучением, в результате чего он внес в нее мало размышлений или драматического интеллекта. Первое представление длилось около шести часов и вызвало большой ажиотаж. Вагнер распорядился сделать сокращения, но Тихачек отказался, заявив, что это «слишком божественно». После шести представлений было решено дать оперу в течение двух вечеров, но люди возражали против двойной оплаты, и поэтому были сделаны сокращения. Работа не имела такого же успеха в Гамбурге и Берлине, потому что Тихачек там не появлялся, а он был единственным, чей голос и присутствие были тогда адекватны роли. Берлиоз писал: «Тихачек изящен, страстен, блестящ, героичен и обворожителен в роли Риенци, в которой его прекрасный голос и большие огненные глаза оказывают неоценимую услугу».
Опера Тангейзер
Роль Тангейзера
Тихачек репетировал эту роль с Вагнером, когда она писалась. Говорят, что когда они закончили проходить речитатив 3 акта в первый раз, они с Вагнером обнялись в слезах. Однако его голос не держался хорошо во втором и третьем актах первого представления, и повторение (на следующий день) пришлось отложить из-за его хрипоты, а когда оно появилось, в партии было сделано много сокращений. Говорят , что фактический провал Тангейзера был вызван неспособностью Тихачека уловить драматический смысл произведения. Это было предвидено Шрёдер-Девриентом, и его недостаток психологической тонкости, драматической проницательности и детального изучения вскоре стал болезненно очевидным. Прежде всего, неспособность Тихачека раскрыть драматическое значение расширенного отрывка в финале второго акта, "Erbarm' dich mein!", привела к необходимости его сокращения, к большому огорчению Вагнера. В 1852–53 годах Вагнер рассмотрел эту тему в своем эссе "Об исполнении Тангейзера ", но сокращения стали настолько привычными, что ему пришлось заново объяснять этот вопрос (и без более счастливого исхода) Альберту Ниманну , который должен был исполнить эту роль в Париже в 1861 году. Вагнер и Тикачек оставались друзьями в течение многих лет.
Опера Лоэнгрин
Тихачек также был выдающимся Лоэнгрином. Дрезденское руководство представило Лоэнгрина в отсутствие Вагнера в 1858–59 годах, когда Тихачек настоятельно просил их отправить Вагнеру (тогда находившемуся в изгнании) что и было выполнено. В 1867 году , планируя постановку Лоэнгрина для Людвига II, Вагнер рекомендовал на эту роль почти 60-летнего Тихачека, сказав, что его Лоэнгрин был единственной действительно хорошей вещью, которую сделал тенор, заверив короля, что, хотя его пение и декламация в роли напоминали картину Дюрера , его внешность и жесты были похожи на Гольбейна . Вагнер был в восторге от его пения на репетиции, но Людвиг, полностью разочарованный неидеальной внешностью певца, запретил ему участвовать в выступлениях, что привело к разладу между королем и композитором.

Умер 18 января 1886 года в Блазевице близ Дрездена и был похоронен на Старом католическом кладбище вместе с женой Паулиной.
В его честь в Дрездене была названа Тихачекштрассе.